# Mary Gove Nichols
Mary Gove Nichols, född 1810, död 1884, var en amerikansk författare, kvinnorättsaktivist och hälsoförespråkare. Hon är känd för sin verksamhet för upplysning inom hälsovård och stöd för fri kärlek. 